# 로만 코폴라
로만 프랑수아 코폴라(Roman François Coppola, 1965년 4월 22일 ~ )는 미국의 영화 감독, 뮤직비디오 감독이다.

## 생애
1965년 4월 22일에 프랑스 뇌이쉬르센에서 영화 감독 프랜시스 포드 코폴라의 아들로 태어났으며 니콜라스 케이지의 사촌, 지안카를로 코폴라의 동생, 소피아 코폴라의 형, 지아 코폴라의 조카이기도 하다. 그가 태어났을 때에 아버지는 영화 《파리는 불타고 있는가?》의 각본을 집필하고 있었다.
어린 시절에는 아버지가 감독을 맡았던 《대부》, 《대부 2》에서 단역으로 출연하기도 했으며 티시 예술대학을 졸업했다. 1992년에 개봉된 프랜시스 포드 코폴라 감독의 영화 《드라큘라》에서는 세컨 유닛 감독을 맡으면서 특수 효과, 카메라 효과를 담당했다. 프랜시스 포드 코폴라 감독의 영화 《잭》·《레인메이커》·《유스 위드아웃 유스》·《테트로》에서 세컨 유닛 감독을 맡았고 웨스 앤더슨 감독의 영화 《스티브 지소와의 해저 생활》·《다즐링 주식회사》, 지아 코폴라 감독의 영화 《처녀 자살 소동》·《마리 앙투아네트》에서 공동 감독을 맡았다.
2001년에는 칸 영화제 상영작이기도 한 코미디 장편 영화 《CQ》의 감독을 맡았다. 그 외에 광고 영상·뮤직 비디오 전문 제작사인 더 디렉터스 뷰로(The Directors Bureau)를 설립하기도 했다.